# Oi Polloi
Oi Polloi je punk rocková kapela ze Skotska zformovaná kolem roku 1981. Začala jako Oi! kapela, ale v současnosti je spojená hlavně s anarcho-punkem. Kapela se proslavila pomocí Skotsko-gaelského subžánru.
V kapele se od jejího založení vystřídalo asi 50 členů. Jediným stálým členem je zpěvák Deek Allen. Členové kapely jsou punkeři a skinheadi, kteří podporují Antifašistickou akci a organizaci Earth First! Jejich motto je „Žádné kompromisy při obraně Země“. Podporují také přímou akci při obraně planety a při boji proti rasismu, sexismu, homofobii, fašismu a imperialismu.

## Diskografie

### LP
- 1986 Skins 'N' Punks Volume 2
- 1986 Unlimited Genocide
- 1987 Mad As…
- 1987 Unite And Win
- 1990 In Defence of Our Earth
- 1994 Fight Back!
- 1996 Total Anarchoi (Živě/Studiová kolekce – CD/LP)
- 1999 Fuaim Catha 1999
- 2002 Outraged by the System
- 2006 Heavenly Peace
- 2006 Ar Ceòl Ar Cànan Ar-A-Mach
- 2006 Gaidhlig na Lasair (kompilace undergroundového gaelského punku a techna)
- 2008 Total Resistance to the Fucking System
- 2010 SS Politician
- 2012 Duisg!

### EP
- 1986 Resist the Atomic Menace
- 1988 Outrage
- 1991 Omnicide
- 1993 Guilty
- 1994 Oi Polloi / Blownapart Bastards
- 1994 Oi Polloi – s/t
- 1998 Bare Faced Hypocrisy Sells Records
- 1998 THC
- 1999 Let the Boots Do the Talking
- 2003 Carson?
- 2005 Ceòl Gàidhlig mar Sgian nad Amhaich
- 2007 Mind the Bollocks
- 2010 Cyklopen split EP with Kansalaistottelemattomuus
- 2011 Split EP with Appalachian Terror Unit Profane Existence
- 2012 Split EP with Na Gathan

### DVD
- Oi Polloi: The Movie